# Décomposition de Bruhat
En mathématiques, la décomposition de Bruhat (introduite par François Bruhat pour les groupes classiques et par Claude Chevalley en général) G = BWB de certains groupes algébriques G en cellules peut être considérée comme une expression générale du principe d'élimination de Gauss-Jordan, qui permet d'écrire une matrice générique comme produit d'une matrice triangulaire supérieure et d'une matrice triangulaire inférieure – mais avec des cas exceptionnels. Elle est liée à la décomposition en cellules de Schubert des variétés de drapeaux généralisées : voir le groupe de Weyl pour ce thème.
Plus généralement, tout groupe admettant une BN-paire a une décomposition de Bruhat.

## Définitions
- G est un groupe algébrique réductif connexe sur un corps algébriquement clos ;
- B est un sous-groupe de Borel de G ;
- W = NG(T)/T est le groupe de Weyl de G correspondant à un tore maximal T de B.

La décomposition de Bruhat de G est la décomposition
{\displaystyle G=BWB=\bigsqcup _{w\in W}BwB}
de G comme union disjointe de doubles classes de B paramétrées par les éléments du groupe de Weyl W. (NB : bien que W ne soit pas en général un sous-groupe de G, la classe wB est toujours bien définie car le tore maximal T est contenu dans B.)

## Exemples
Soit G le groupe linéaire général GLn des matrices {\displaystyle n\times n} inversibles à coefficients dans un corps algébriquement clos, qui est un groupe réductif. Alors le groupe de Weyl W est isomorphe au groupe symétrique Sn sur n lettres, avec les matrices de permutation comme représentants. Dans ce cas, on peut prendre pour B le sous-groupe des matrices inversibles triangulaires supérieures. La décomposition de Bruhat dit alors que l'on peut écrire n'importe quelle matrice inversible A comme un produit U1PU2 où U1 et U2 sont triangulaires supérieures et P est une matrice de permutation. En écrivant cela comme P = U1−1AU2−1, cela signifie que toute matrice inversible peut être transformée en une matrice de permutation via une série d'opérations sur les lignes et les colonnes, où l'on ne s'autorise à ajouter un multiple de la ligne i (resp. la colonne i) à la ligne j (resp. colonne j) si i > j (resp. i < j ). Les opérations sur les lignes correspondent à U1–1, les opérations de colonne correspondent à U2–1.
Le groupe spécial linéaire SLn des matrices {\displaystyle n\times n} (inversibles) de déterminant 1 est un groupe semi-simple et donc réductif. Dans ce cas, W est toujours isomorphe au groupe symétrique Sn. Cependant, le déterminant d'une matrice de permutation est la signature de la permutation, donc pour représenter une permutation impaire dans SLn, on peut prendre l'un des éléments non nuls comme étant –1 au lieu de 1. Ici B est le sous-groupe des matrices triangulaires supérieures de déterminant 1, donc l'interprétation de la décomposition de Bruhat dans ce cas est similaire au cas de GLn.

## Géométrie
Les cellules de la décomposition de Bruhat correspondent à la décomposition cellulaire de Schubert (en) des variétés de drapeaux généralisées. La dimension de la cellule correspondant à un élément w du groupe de Weyl est la longueur (en) de cet élément. La dualité de Poincaré contraint la topologie de la décomposition cellulaire, et donc l'algèbre du groupe de Weyl ; par exemple, la cellule de dimension maximale est unique (elle représente la classe fondamentale (en)) et correspond à l'élément le plus long d'un groupe de Coxeter (en).

## Calculs
Le nombre de cellules de dimension k donnée dans la décomposition de Bruhat est le coefficient de degré k du q-polynôme du diagramme de Dynkin associé.

## Doubles cellules de Bruhat
Avec deux sous-groupes de Borel opposés, on peut considérer l'intersection des cellules de Bruhat pour chacun d'eux : une telle intersection est appelée une double cellule de Bruhat : 
{\displaystyle G=\bigsqcup _{w_{1},w_{2}\in W}(Bw_{1}B\cap B_{-}w_{2}B_{-})}